# Atilia ambulans
Atilia ambulans är en tvåvingeart som beskrevs av Robineau-desvoidy 1863. Atilia ambulans ingår i släktet Atilia och familjen parasitflugor.
Artens utbredningsområde är Frankrike. Inga underarter finns listade i Catalogue of Life.